# St Leonard's Forest
St Leonard's Forest är en skog i Storbritannien.   Den ligger i riksdelen England, i den södra delen av landet, 50 km söder om huvudstaden London.